# Шушпанка (приток Кыжа)
Шушпанка — река в России, протекает в Добрянском районе Пермского края. Устье реки находится в 2,4 км по левому берегу реки Кыж. Длина реки составляет 13 км.
Река берёт начало в лесах в 10 км к северо-западу от посёлка Вильва. Течёт на восток, населённых пунктов на реке нет. Приток — Северная Шушпанка (левый). Впадает в Кыж западнее посёлка Вильва.

## Данные водного реестра
По данным государственного водного реестра России относится к Камскому бассейновому округу, водохозяйственный участок реки — Кама от города Березники до Камского гидроузла, без реки Косьва (от истока до Широковского гидроузла), Чусовая и Сылва, речной подбассейн реки — бассейны притоков Камы до впадения Белой. Речной бассейн реки — Кама.
По данным геоинформационной системы водохозяйственного районирования территории РФ, подготовленной Федеральным агентством водных ресурсов:
- Код водного объекта в государственном водном реестре — 10010100912111100008908
- Код по гидрологической изученности (ГИ) — 111100890
- Код бассейна — 10.01.01.009
- Номер тома по ГИ — 11
- Выпуск по ГИ — 1